# Portamento
Portamento, een verkorting van 'portamento di voce', is een Italiaanse muziekterm die aangeeft dat een toon zonder klankonderbreking dient te worden bewogen naar een andere toon, omhoog of omlaag. De letterlijke betekenis is "dragen".
Portamento is hoorbaar als het glijden van de ene toon naar een andere, waarbij de begin- en eindtoon het duidelijkst doorklinken zonder dat noodzakelijkerwijs alle tussenliggende tonen worden gepasseerd. Idealiter laten alleen begin- en eindtoon een indruk van toonhoogte achter. Dit in tegenstelling tot een glissando, waarbij alle tussenliggende tonen in principe wel worden gespeeld. Afhankelijk van het muziekinstrument zijn in glissandi en portamenti al dan niet chromatiek te horen.
Bij snaarinstrumenten wordt een glissando bij voorkeur op 1 snaar uitgevoerd, een portamento niet noodzakelijkerwijs. Bij blaasinstrumenten is het verschil minder strikt en duidelijk, portamento is daar ook minder gebruikelijk.
Portamento is tevens een functie op synthesizers. Door vooraf een tijdsinterval in te stellen, wordt automatisch een meer of minder geprononceerd glissando-effect bereikt wanneer twee of meer tonen na elkaar worden gespeeld. Dit is tevens afhankelijk van het interval tussen de gespeelde tonen. Een portamento-effect kan op synthesizers ook handmatig (dat wil zeggen niet-automatisch) worden bereikt met behulp van een pitch bend controller.